# Parosmylus prominens
Parosmylus prominens är en insektsart som beskrevs av James George Needham 1909. Parosmylus prominens ingår i släktet Parosmylus och familjen vattenrovsländor. Inga underarter finns listade i Catalogue of Life.